# Tummaj az-Zahajira
Tummaj az-Zahajira – miejscowość w Egipcie, w muhafazie Ad-Dakahlijja. W 2006 roku liczyła 8942 mieszkańców.